# Dzhagirchay
Dzhagirchay är ett vattendrag i Azerbajdzjan. Det ligger i den västra delen av landet, 300 km väster om huvudstaden Baku. Dzhagirchay ligger vid sjön Shamkhorskoye Vodokhranilishche.
Trakten runt Dzhagirchay består till största delen av jordbruksmark. Runt Dzhagirchay är det ganska tätbefolkat, med 108 invånare per kvadratkilometer.